# Алдред (епископ Линдисфарна)
Алдред Линдисфарнский (англ. Aldred of Lindisfarne; умер в 968) — епископ Линдисфарна (ранее 947—968), автор одного из первых переводов Евангелия на староанглийский язык.

## Биография
Алдред Линдисфарнский был епископом Линдисфарна, города в Нортумбрии, пробстом общины Св. Кутберта в Честер-ли-Стрите.
Главным образом Алдред известен своими глоссами в виде переводов на староанглийский язык к Линдисфарнскому Евангелию — знаменитому Четвероевангелию на латинском языке. Его дословный перевод латинских текстов на местный староанглийский язык сделало Евангелие более доступным для членов его общины. Глоссы Алдреда содержали не только перевод, но и поясняли сложные латинские понятия. Алдред также снабдил текст колофонамии, которые прояснили многочисленные важные детали истории этого Евангельского списка. Колофон — термин греческого происхождения, в переводе означающий «предел» или «последняя строка». Писцы добавляли колофоны, чтобы отобразить информацию о своем труде, в том числе о месте, дате, стоимости манускрипта и клиенте, для которого была сделана копия. Колофоны Алдреда показывают, что список Евангелия был изготовлен по велению Эдфрита (Eadfrith), епископа Линдисфарна в 698 году, оригинальным переплетом рукопись была снабжена по приказу Этельвольда, преемника Эдфрита, в 721 году, а орнаменты были исполнены Биллфритом (Billfrith), отшельником, обитавшим в пределах Линдисфарна. Также, колофоны гласят, что Евангелие было изготовлено для Бога и Св. Кутберта.